# Pete Stemkowski
Peter David "Pete" Stemkowski, född 25 augusti 1943, är en kanadensisk före detta professionell ishockeyforward som tillbringade 15 säsonger i den nordamerikanska ishockeyligan National Hockey League (NHL), där han spelade för Toronto Maple Leafs, Detroit Red Wings, New York Rangers och Los Angeles Kings. Han producerade 555 poäng (206 mål och 349 assists) samt drog på sig 864 utvisningsminuter på 967 grundspelsmatcher.
Stemkowski spelade även för Rochester Americans och Springfield Indians i American Hockey League (AHL) och Toronto Marlboros i OHA-Jr.
Han vann Stanley Cup för säsongen 1966–1967.
Efter spelarkarriären har han arbetat som sportkommentator, först hos San Jose Sharks och sen hos New York Rangers.

## Statistik
| 1960–1961  | Winnipeg Monarchs   | MJHL       | 31  | 22  | 16  | 38  | 29  | —  | —  | —  | —  | —   |
| 1961–1962  | Winnipeg Monarchs   | MJHL       | 40  | 31  | 34  | 65  | 100 | 8  | 3  | 7  | 10 | 22  |
| 1962–1963  | Winnipeg Monarchs   | MJHL       | 5   | 6   | 3   | 9   | 8   | —  | —  | —  | —  | —   |
|            | Toronto Marlboros   | MJAL       | 23  | 16  | 27  | 43  | 44  | 11 | 7  | 17 | 24 | 26  |
| 1963–1964  | Toronto Maple Leafs | NHL        | 1   | 0   | 0   | 0   | 2   | —  | —  | —  | —  | —   |
|            | Toronto Marlboros   | OHA-Jr.    | 51  | 24  | 61  | 103 | 89  | 9  | 5  | 9  | 14 | 8   |
|            | Rochester Americans | AHL        | 3   | 1   | 1   | 2   | 0   | —  | —  | —  | —  | —   |
| 1964–1965  | Toronto Maple Leafs | NHL        | 36  | 5   | 15  | 20  | 33  | 6  | 0  | 3  | 3  | 7   |
|            | Rochester Americans | AHL        | 35  | 17  | 22  | 39  | 52  | —  | —  | —  | —  | —   |
| 1965–1966  | Toronto Maple Leafs | NHL        | 56  | 4   | 12  | 16  | 55  | 4  | 0  | 0  | 0  | 26  |
|            | Rochester Americans | AHL        | 7   | 5   | 5   | 10  | 8   | —  | —  | —  | —  | —   |
| 1966–1967  | Toronto Maple Leafs | NHL        | 68  | 13  | 22  | 35  | 75  | 12 | 5  | 7  | 12 | 20  |
| 1967–1968  | Toronto Maple Leafs | NHL        | 60  | 7   | 15  | 22  | 82  | —  | —  | —  | —  | —   |
|            | Detroit Red Wings   | NHL        | 13  | 3   | 6   | 9   | 4   | —  | —  | —  | —  | —   |
| 1968–1969  | Detroit Red Wings   | NHL        | 71  | 21  | 31  | 52  | 81  | —  | —  | —  | —  | —   |
| 1969–1970  | Detroit Red Wings   | NHL        | 76  | 25  | 24  | 49  | 114 | 4  | 1  | 1  | 2  | 6   |
| 1970–1971  | Detroit Red Wings   | NHL        | 10  | 2   | 2   | 4   | 8   | —  | —  | —  | —  | —   |
|            | New York Rangers    | NHL        | 68  | 16  | 29  | 45  | 61  | 13 | 3  | 2  | 5  | 6   |
| 1971–1972  | New York Rangers    | NHL        | 59  | 11  | 17  | 28  | 53  | 16 | 4  | 8  | 12 | 18  |
| 1972–1973  | New York Rangers    | NHL        | 78  | 22  | 37  | 59  | 71  | 10 | 4  | 2  | 6  | 6   |
| 1973–1974  | New York Rangers    | NHL        | 78  | 25  | 45  | 70  | 74  | 13 | 6  | 6  | 12 | 35  |
| 1974–1975  | New York Rangers    | NHL        | 77  | 24  | 35  | 59  | 63  | 3  | 1  | 0  | 1  | 10  |
| 1975–1976  | New York Rangers    | NHL        | 75  | 13  | 28  | 41  | 49  | —  | —  | —  | —  | —   |
| 1976–1977  | New York Rangers    | NHL        | 61  | 2   | 13  | 15  | 8   | —  | —  | —  | —  | —   |
| 1977–1978  | Los Angeles Kings   | NHL        | 80  | 13  | 18  | 31  | 33  | 2  | 1  | 0  | 1  | 2   |
| 1978–1979  | Springfield Indians | AHL        | 24  | 3   | 12  | 15  | 8   | —  | —  | —  | —  | —   |
| NHL totalt | NHL totalt          | NHL totalt | 967 | 206 | 349 | 555 | 866 | 83 | 25 | 29 | 54 | 136 |
| AHL totalt | AHL totalt          | AHL totalt | 69  | 26  | 40  | 66  | 68  | —  | —  | —  | —  | —   |